# SAND364
SAND364 (BD+12°1917) — звезда в созвездии Рака. Находится на расстоянии около 2700 световых лет от Солнца. Вокруг звезды обращается, как минимум, одна планета. Звезда принадлежит рассеянному скоплению M 67.

## Характеристики
SAND364 представляет собой звезду 9,8 видимой звёздной величины. Это оранжевый гигант, превосходящий по размерам наше Солнце почти в 22 раза. Масса звезды составляет 1,35 солнечной массы, а температура — около 4284 кельвинов.

## Планетная система
В 2014 году астрономы, работающие со спектрографом HARPS, объявили об открытии планеты SAND364 b в системе. Это горячий газовый гигант, который имеет массу, равную 1,54 массы Юпитера и совершает один оборот вокруг родительской звезды за 121 сутки. Открытие планеты было совершено методом доплеровской спектроскопии.